# Адлигенсвиль
Адлигенсвиль (нем. Adligenswil) — коммуна в Швейцарии, в кантоне Люцерн.
Входит в состав округа Люцерн. Население составляет 5440 человек (на 31 декабря 2006 года). Официальный код — 1051.

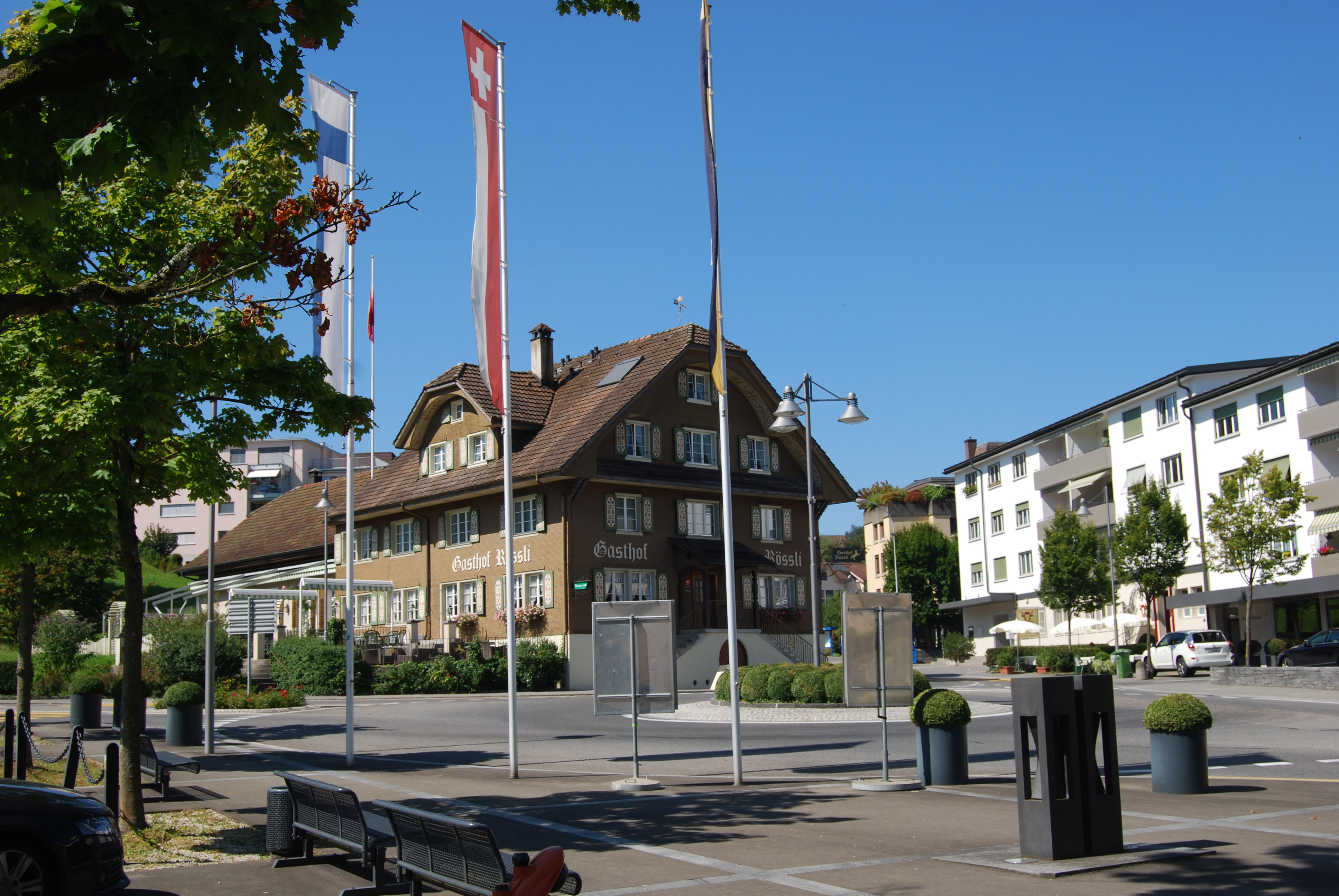
Адлигенсвиль